# تپه خولکوان سیه دولت‌آباد
تپه خولکوان سیه دولت‌آباد مربوط به هزاره ۴ و ۳ قبل از میلاد است و در شهرستان بیجار، بخش مرکزی، روستای دولت‌آباد واقع شده و این اثر در تاریخ ۲۴ فروردین ۱۳۸۲ با شمارهٔ ثبت ۸۰۴۶ به‌عنوان یکی از آثار ملی ایران به ثبت رسیده است.